# Llista de monuments de Sant Llorenç de la Muga
Llista de monuments de Sant Llorenç de la Muga inclosos en l'Inventari del Patrimoni Arquitectònic Català per al municipi de Sant Llorenç de la Muga (Alt Empordà). Inclou els inscrits en el Registre de Béns Culturals d'Interès Nacional (BCIN) amb la classificació de monuments històrics i els Béns Culturals d'Interès Local (BCIL) de caràcter arquitectònic.
| Monument                                                                                            | Protecció    | Estil/època                    | Localització                                                                | Coordenades                                          | Codi?         | Imatge |
| --------------------------------------------------------------------------------------------------- | ------------ | ------------------------------ | --------------------------------------------------------------------------- | ---------------------------------------------------- | ------------- | --- |
| Castell de Sant Llorenç                                                                             | BCIN 1491-MH | Obra popular XII-XIII          | Sant Llorenç de la Muga C. del Barri                                        | 42° 19′ 12″ N, 2° 47′ 09″ E / 42.319951°N,2.785763°E | RI-51-0006092 | Castell de Sant Llorenç (Sant Llorenç de la Muga) · Vegeu més fotos d'aquest monument · Carregueu una nova foto d'aquest monument  |
| Torre de guaita                                                                                     | BCIN 1492-MH | Romànic XII, XIII              | Sant Llorenç de la Muga A llevant del nucli, a l'altra banda del riu        | 42° 19′ 04″ N, 2° 47′ 25″ E / 42.31773°N,2.790353°E  | RI-51-0006094 | Torre de guaita (Sant Llorenç de la Muga) · Vegeu més fotos d'aquest monument · Carregueu una nova foto d'aquest monument          |
| Fortificacions a Sant Llorenç de la Muga, portal de Dalt i portal de Baix                           | BCIN 1702-MH | Obra popular XIII-XIV          | Sant Llorenç de la Muga C. del Barri, c. del Pont                           | 42° 19′ 10″ N, 2° 47′ 16″ E / 42.319539°N,2.787665°E | RI-51-0006093 | Fortificacions a Sant Llorenç de la Muga · Vegeu més fotos d'aquest monument · Carregueu una nova foto d'aquest monument           |
| Nucli històric de Sant Llorenç de la Muga, Sancti Laureincii de Sambuca, Sancto Laurencio de Samuga | BCIL 1991    | Obra popular XIV-XV, XVI-XVIII | Sant Llorenç de la Muga                                                     | 42° 19′ 12″ N, 2° 47′ 21″ E / 42.320013°N,2.789084°E | IPA-20257     | Nucli històric de Sant Llorenç de la Muga · Vegeu més fotos d'aquest monument · Carregueu una nova foto d'aquest monument          |
| Torre Farlingu i muralla                                                                            | BCIL 2015    | Obra popular XIII-XIV          | Sant Llorenç de la Muga Centre del poble                                    | 42° 19′ 14″ N, 2° 47′ 25″ E / 42.320637°N,2.790308°E | IPA-20258     | Torre Farlingu i muralla (Sant Llorenç de la Muga) · Vegeu més fotos d'aquest monument · Carregueu una nova foto d'aquest monument |
| Molí                                                                                                | BCIL 2015    | Obra popular XVIII             | Sant Llorenç de la Muga                                                     | 42° 19′ 16″ N, 2° 47′ 24″ E / 42.321105°N,2.790130°E | IPA-20262     | Molí (Sant Llorenç de la Muga) · Vegeu més fotos d'aquest monument · Carregueu una nova foto d'aquest monument                     |
| Casa Cadamont                                                                                       | BCIL 2015    | Obra popular XVIII-XIX         | Sant Llorenç de la Muga Ctra. d'Albanyà                                     | 42° 18′ 33″ N, 2° 46′ 04″ E / 42.309034°N,2.767754°E | IPA-20263     | Casa Cadamont (Sant Llorenç de la Muga) · Vegeu més fotos d'aquest monument · Carregueu una nova foto d'aquest monument            |
| Ermita de Palau, Santamaria                                                                         | BCIL 1991    | Romànic XII                    | Sant Llorenç de la Muga Veïnat de Palau                                     | 42° 18′ 26″ N, 2° 44′ 20″ E / 42.307229°N,2.738931°E | IPA-20264     | Ermita de Palau (Sant Llorenç de la Muga) · Vegeu més fotos d'aquest monument · Carregueu una nova foto d'aquest monument          |
| Ermita de Sant Antoni                                                                               | BCIL 2015    | Obra popular XIX Mitjan        | Sant Llorenç de la Muga Propera al pont d'en Grau o de Sant Antoni          | 42° 19′ 02″ N, 2° 46′ 53″ E / 42.317195°N,2.781507°E | IPA-20265     | Ermita de Sant Antoni (Sant Llorenç de la Muga) · Vegeu més fotos d'aquest monument · Carregueu una nova foto d'aquest monument    |
| Capella de Sant Andreu                                                                              | BCIL 1991    | Obra popular XVII              | Sant Llorenç de la Muga A prop del pont Vell, riba esquerra de la Muga      | 42° 19′ 20″ N, 2° 47′ 25″ E / 42.322217°N,2.790230°E | IPA-20267     | Capella de Sant Andreu (Sant Llorenç de la Muga) · Vegeu més fotos d'aquest monument · Carregueu una nova foto d'aquest monument   |
| Església parroquial i campanar de Sant Llorenç de la Muga                                           | BCIL 1991    | Romànic XII                    | Sant Llorenç de la Muga Pl. Major                                           | 42° 19′ 12″ N, 2° 47′ 25″ E / 42.320132°N,2.790170°E | IPA-20268     | Església de Sant Llorenç de la Muga · Vegeu més fotos d'aquest monument · Carregueu una nova foto d'aquest monument                |
| Pont Vell                                                                                           | BCIL 1991    | Obra popular XIV               | Sant Llorenç de la Muga Camí de Figueres                                    | 42° 19′ 20″ N, 2° 47′ 23″ E / 42.322301°N,2.789647°E | IPA-20269     | Pont Vell (Sant Llorenç de la Muga) · Vegeu més fotos d'aquest monument · Carregueu una nova foto d'aquest monument                |
| Pont de Sant Antoni o Pont del Grau                                                                 | BCIL 1991    | Obra popular XIV               | Sant Llorenç de la Muga Prop de l'ermita de Sant Antoni                     | 42° 19′ 02″ N, 2° 46′ 55″ E / 42.317230°N,2.781988°E | IPA-20271     | Pont de Sant Antoni (Sant Llorenç de la Muga) · Vegeu més fotos d'aquest monument · Carregueu una nova foto d'aquest monument      |
| Sistema de regadiu                                                                                  | BCIL 2015    | Obra popular XVII-XVIII        | Sant Llorenç de la Muga Part exterior del llenç septentrional de la muralla | 42° 19′ 11″ N, 2° 47′ 12″ E / 42.319675°N,2.786689°E | IPA-38756     | Sistema de regadiu (Sant Llorenç de la Muga) · Vegeu més fotos d'aquest monument · Carregueu una nova foto d'aquest monument       |
| Molí de la Cadamont                                                                                 | BCIL 2015    | Obra popular XVIII             | Sant Llorenç de la Muga Ctra. d'Albanyà                                     | 42° 18′ 37″ N, 2° 46′ 01″ E / 42.310401°N,2.766857°E | IPA-38892     | Molí de Can Cadamont (Sant Llorenç de la Muga) · Vegeu més fotos d'aquest monument · Carregueu una nova foto d'aquest monument     |
| Capella de Sant Jordi                                                                               | BCIL 1991    | Romànic XIII                   | Sant Llorenç de la Muga Al nord-oest del poble, dalt d'un turó              | 42° 19′ 42″ N, 2° 45′ 58″ E / 42.328292°N,2.766099°E | IPA-39127     | Carregueu una nova foto d'aquest monument                                                                                          |
| Carrer del Barri                                                                                    | BCIL 2015    | Obra popular XVII-XVIII        | Sant Llorenç de la Muga C. del Barri                                        | 42° 19′ 13″ N, 2° 47′ 10″ E / 42.320148°N,2.786043°E | IPA-39128     | Carrer del Barri (Sant Llorenç de la Muga) · Vegeu més fotos d'aquest monument · Carregueu una nova foto d'aquest monument         |
| Societat la Fraternitat                                                                             | BCIL 2015    | Obra popular                   | Sant Llorenç de la Muga Pl. Carles Camps, 14                                | 42° 19′ 12″ N, 2° 47′ 23″ E / 42.32012°N,2.78985°E   | IPA-45938     | Carregueu una nova foto d'aquest monument                                                                                          |
| La Sínia                                                                                            | BCIL 2015    | Obra popular XX                | Sant Llorenç de la Muga C. del Barri                                        | 42° 19′ 12″ N, 2° 47′ 10″ E / 42.32000°N,2.78625°E   | IPA-52655     | Carregueu una nova foto d'aquest monument                                                                                          |
| Pou del carrer Nou                                                                                  | BCIL 2015    | Obra popular XX                | Sant Llorenç de la Muga C. Nou                                              |                                                      | IPA-52656     | Carregueu una nova foto d'aquest monument                                                                                          |
| Font Pudosa, Font de la Pudosa                                                                      | BCIL 2015    | Obra popular XX                | Sant Llorenç de la Muga                                                     | 42° 19′ 12″ N, 2° 47′ 26″ E / 42.31996°N,2.79062°E   | IPA-52657     | Carregueu una nova foto d'aquest monument                                                                                          |
| Font de la plaça de Baix                                                                            | BCIL 2015    | Obra popular                   | Sant Llorenç de la Muga Pl. de Baix                                         | 42° 19′ 14″ N, 2° 47′ 23″ E / 42.32062°N,2.78986°E   | IPA-52658     | Carregueu una nova foto d'aquest monument                                                                                          |
| Cementiri                                                                                           | BCIL 2015    | Obra popular XIX               | Sant Llorenç de la Muga C. del Pont Vell                                    | 42° 19′ 20″ N, 2° 47′ 25″ E / 42.32226°N,2.79014°E   | IPA-52659     | Cementiri (Sant Llorenç de la Muga) · Vegeu més fotos d'aquest monument · Carregueu una nova foto d'aquest monument                |
| Pou de glaç de Sant Llorenç de la Muga                                                              | BCIL 2015    | Obra popular                   | Sant Llorenç de la Muga                                                     | 42° 18′ 25″ N, 2° 45′ 38″ E / 42.30708°N,2.76042°E   | IPA-52660     | Carregueu una nova foto d'aquest monument                                                                                          |
| Font del Lleó                                                                                       | BCIL 2015    | Obra popular                   | Sant Llorenç de la Muga                                                     |                                                      | IPA-52661     | Carregueu una nova foto d'aquest monument                                                                                          |
| Font del Turó                                                                                       | BCIL 2015    | Obra popular                   | Sant Llorenç de la Muga C. de les Freixes                                   | 42° 19′ 10″ N, 2° 46′ 45″ E / 42.31933°N,2.77930°E   | IPA-52662     | Carregueu una nova foto d'aquest monument                                                                                          |
| Font Fradera, Font Fredera                                                                          | BCIL 2015    | Obra popular                   | Sant Llorenç de la Muga Vora del riu de la Muga                             | 42° 18′ 42″ N, 2° 46′ 36″ E / 42.31167°N,2.77663°E   | IPA-52663     | Carregueu una nova foto d'aquest monument                                                                                          |
| Font de Palau                                                                                       | BCIL 2015    | Obra popular                   | Sant Llorenç de la Muga Vora del riu de la Muga                             | 42° 18′ 19″ N, 2° 44′ 26″ E / 42.30531°N,2.74047°E   | IPA-52665     | Carregueu una nova foto d'aquest monument                                                                                          |
| Font de la Muntada                                                                                  | BCIL 2015    | Obra popular                   | Sant Llorenç de la Muga                                                     | 42° 19′ 15″ N, 2° 47′ 41″ E / 42.32086°N,2.79469°E   | IPA-52666     | Carregueu una nova foto d'aquest monument                                                                                          |
| Font de la Palanca                                                                                  | BCIL 2015    | Obra popular                   | Sant Llorenç de la Muga                                                     | 42° 19′ 07″ N, 2° 47′ 18″ E / 42.31850°N,2.78832°E   | IPA-52667     | Carregueu una nova foto d'aquest monument                                                                                          |
| Rentador                                                                                            | BCIL 2015    | Obra popular                   | Sant Llorenç de la Muga C. del Pont - trv. del Pont                         |                                                      | IPA-52668     | Carregueu una nova foto d'aquest monument                                                                                          |
| Oratori de Sant Ponç                                                                                | BCIL 2015    | Obra popular                   | Sant Llorenç de la Muga Puig de Sant Ponç                                   | 42° 19′ 36″ N, 2° 45′ 05″ E / 42.32663°N,2.75130°E   | IPA-52669     | Carregueu una nova foto d'aquest monument                                                                                          |
| La Carbonera                                                                                        | BCIL 2015    | Obra popular                   | Sant Llorenç de la Muga Pg. del Riu Muga                                    |                                                      | IPA-52670     | Carregueu una nova foto d'aquest monument                                                                                          |
| Mines de Montdavà                                                                                   | BCIL 2015    | Obra popular                   | Sant Llorenç de la Muga                                                     | 42° 20′ 41″ N, 2° 46′ 14″ E / 42.34466°N,2.77045°E   | IPA-52672     | Carregueu una nova foto d'aquest monument                                                                                          |